# Charles Kavanagh
O Tenente-general Sir Charles Toler MacMorrough Kavanagh, (25 de março de 1864 – 11 de outubro de 1950) foi um oficial do Exército Britânico que comandou o Corpo de Cavalaria durante a Primeira Guerra Mundial, mais notavelmente na Batalha de Amiens em 1918.

## Início da vida e carreira militar

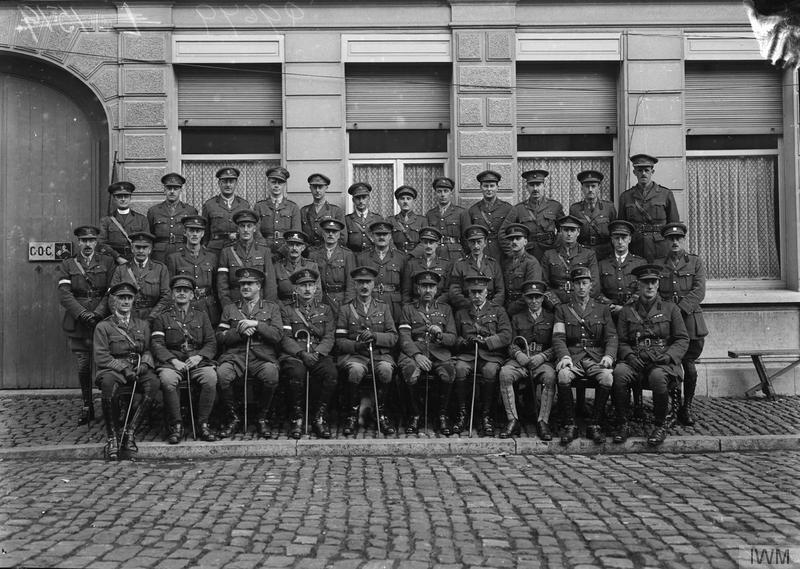
Tenente-general Charles Kavanagh, GOC do Corpo de Cavalaria, fotografado aqui com membros de seu estado-maior em novembro de 1918.

Kavanagh nasceu em março de 1864 em Borris, County Carlow, filho de Arthur MacMorrough Kavanagh, The MacMorrough e Mary Frances Forde-Leathley. Recebeu sua educação na Harrow School antes de ingressar no Real Colégio Militar em Sandhurst em 1882, de onde foi comissionado como segundo-tenente no 3rd Dragoon Guards do Exército Britânico em fevereiro de 1884, embora tenha se transferido para o 10º Hussars apenas duas semanas depois. Em março de 1889 foi destacado de seu regimento e enviado para a Jamaica, onde serviu por um tempo como ajudante-de-ordens do governador da Jamaica, Henry Arthur Blake.
Em 1890 retornou ao 10º Hussars para assumir o comando de uma tropa e foi promovido a capitão em abril de 1891. Em junho de 1895 foi nomeado ajudante da 6ª Brigada de Yeomanry (Prince Albert's Own Leicestershire Yeomanry Cavalry e Derbyshire Yeomanry Cavalry).

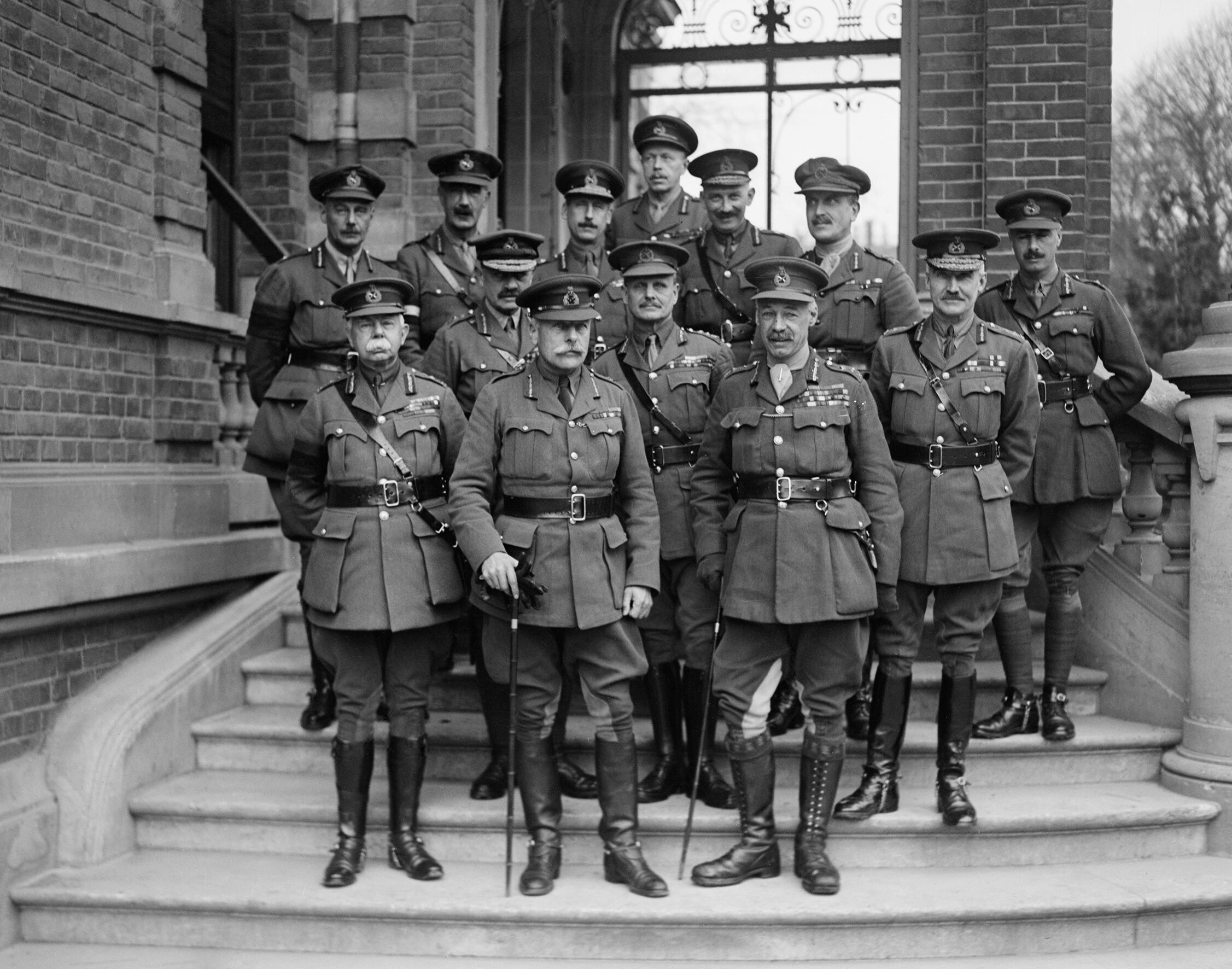
Marechal-de-campo Sir Douglas Haig (centro da frente) com seus comandantes seniores e oficiais do estado-maior em Cambrai, França, novembro de 1918. Em pé na terceira fileira, segundo da esquerda, está o Tenente-general Kavanagh, GOC do Corpo de Cavalaria.

Serviu na Segunda Guerra dos Bôeres, que começou em outubro de 1899, como oficial comandante (CO) do 10º Hussars, e foi promovido a major em janeiro de 1900, e depois ao posto brevet de tenente-coronel em novembro daquele ano. Enquanto comandava uma coluna móvel, Kavanagh perseguiu vigorosamente Jan Smuts, que mais tarde admitiu que Kavanagh havia, de fato, chegado mais perto do que qualquer outro de capturá-lo.
Após o fim da guerra em maio de 1902, Kavanagh, agora apelidado de Major Push-Along pelos homens sob seu comando, retornou ao Reino Unido no "SS Dunottar Castle", que chegou a Southampton em julho de 1902. Foi mencionado em despachos por Lord Kitchener em seu despacho final, datado de 23 de junho de 1902, e recebeu a Ordem do Serviço Distinguido (DSO) por seus serviços exemplares na guerra.

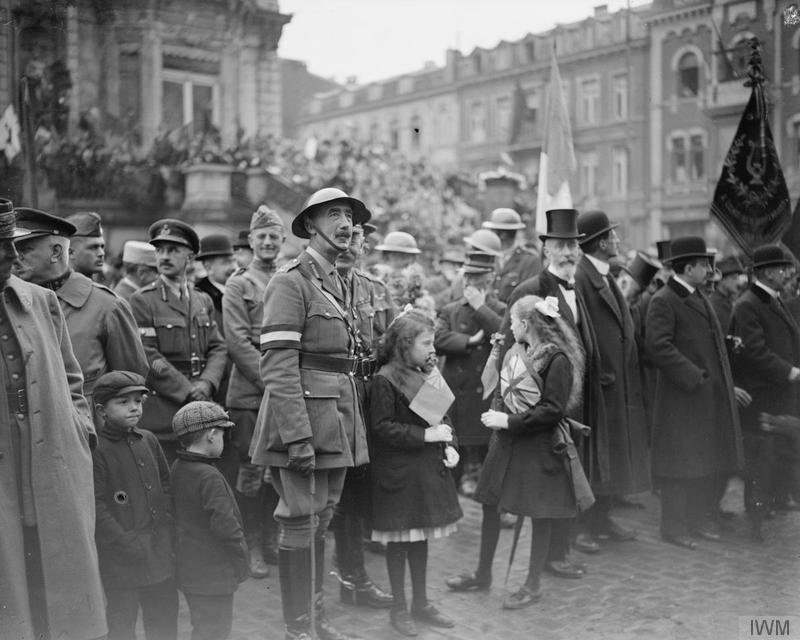
Tenente-general Charles Kavanagh observando a 2ª Brigada de Cavalaria passando por Spa, Bélgica, 29 de novembro de 1918.

Foi nomeado segundo-em-comando do 10º Hussars, agora comandado pelo Tenente-coronel Lord Byng, que foi enviado para a Índia. Lá, Kavanagh jogou polo por seu regimento. Em maio de 1904 foi promovido a tenente-coronel e assumiu o comando do regimento de Byng, permanecendo neste cargo até 1908, período durante o qual foi promovido a coronel brevet em agosto de 1905. No ano seguinte foi promovido a coronel. Em maio de 1909, após quatro anos comandando o regimento, renunciou ao comando e foi colocado em meio-soldo. Em maio de 1909 foi promovido ao posto temporário de general de brigada e sucedeu o Major-general The Hon. Julian Byng como comandante da 1ª Brigada de Cavalaria, então estacionada em Aldershot, Hampshire, como parte do Comando de Aldershot.
Comandou a brigada por quatro anos até maio de 1913, quando foi colocado em meio-soldo. Sua próxima designação veio em dezembro na Índia como comandante da Brigada Fyzabad, parte da 8ª Divisão (Lucknow). Foi promovido mais uma vez no mês seguinte a general de brigada temporário e assumiu o comando da brigada do Major-general John B. Forster.

## Primeira Guerra Mundial
A entrada britânica na Primeira Guerra Mundial em agosto de 1914 encontrou Kavanagh de licença na Inglaterra. Logo depois, em 10 de setembro, assumiu a recém-formada 7ª Brigada de Cavalaria e partiu com a Força Expedicionária Britânica para servir na França, onde serviria com distinção, mais notavelmente na Primeira Batalha de Ypres. Foi aqui que suas habilidades de liderança fizeram a diferença e elevaram sua brigada a um alto padrão. Liderou um contra-ataque no início de novembro que muitas pessoas acreditam ter salvado Ypres e a BEF.
Em fevereiro de 1915 Kavanagh foi promovido a major-general e três meses depois foi nomeado oficial general comandante (GOC) da 2ª Divisão de Cavalaria. Seu tempo com a divisão foi breve, no entanto, e, após desempenhar um papel distintivo na Segunda Batalha de Ypres, Kavanagh tornou-se GOC da 5ª Divisão, uma das divisões originais do Exército Regular da BEF. Mantendo este posto até março de 1916, onde foi muito ativo nas linhas da frente e frequentemente cuidando do bem-estar de seus homens, então recebeu promoção a tenente-general temporário em abril e assumiu o comando do I Corpo de Sir Hubert Gough. Novamente, no entanto, seu período no comando estava destinado a ser breve, durando apenas até julho, embora em seu tempo relativamente curto com o corpo tenha conseguido irritar muitos de seus comandantes de divisão com suas interferências nas linhas da frente.
Em agosto Kavanagh foi solicitado a reformar o Corpo de Cavalaria que havia sido dissolvido no início do ano. Permaneceria como seu GOC até após o fim da guerra, que terminou em 11 de novembro de 1918. Foi nomeado Cavaleiro Comendador da Ordem do Banho em janeiro de 1917 e em 1919 Cavaleiro Comendador da Ordem de São Miguel e São Jorge, e também recebeu a Legião de Honra francesa naquele ano.

## Pós-guerra e anos finais
Aposentou-se do exército em março de 1920, com o posto honorário de tenente-general, após bem mais de trinta e cinco anos de serviço contínuo. Na aposentadoria tornou-se Governador dos Cavaleiros Militares de Windsor.
Morreu em 11 de outubro de 1950, aos 86 anos.

## Família
Em 1895 casou-se com Mary Perry; tiveram duas filhas.